# Mucia
Mucia là một chi bướm ngày thuộc họ Bướm nâu.